# Torneio de Integração Nacional
O Torneio de Integração Nacional foi uma competição de futebol disputada em 1971 no estado de Goiás, sob a chancela da então CBD. O Atlético Goianiense foi o campeão. 
Considerado na época pela mídia esportiva como o segundo maior torneio do país, reuniu 16 times de 11 diferentes estados, contando-se 6 goianos. Foi realizado em protesto contra a exclusão de algumas regiões na primeira edição do Campeonato Nacional de Clubes (antigo nome do Campeonato Brasileiro de Futebol), que se realizou no mesmo ano.

## História
No ano de 1971, alguns clubes resolveram tornar pública a sua insatisfação com o privilégio que a CBD (precursora da atual CBF) deu a determinados estados. O estado de Goiás, excluído da edição do Campeonato Brasileiro daquele ano, liderou a revolta.
Com o apoio do governador do estado, o presidente do Goiás teve a ideia de criar o Torneio de Integração Nacional. Seis clubes goianos entraram no certame, acompanhados por representantes de outros dez estados, incluindo quatro que não estavam no Brasileirão. O torneio ocorreria entre agosto e setembro de 1971, aproveitando uma paralisação no Campeonato Goiano.
Porém ao aguardar o aval da CBD, a organização adiaria para setembro e outubro. A primeira fase foi dividida entre o Estádio Jonas Duarte, em Anápolis, e o Estádio Olímpico Pedro Ludovico, em Goiânia.
O ideal de integrar e interiorizar o Brasil era uma meta política da época, vide o Programa de Integração Nacional. O futebol sofreu a influência desse ideário, o que culminou no Campeonato Nacional de Clubes e na iniciativa dos clubes goianos. Tendo chancela concedida pela CBD ao Torneio da Integração Nacional, o dirigente Baltasar de Castro, da Federação Goiana de Futebol, convidou clubes de outros estados da federação, a saber Amazonas, Bahia, Ceará, Espírito Santo, Guanabara, Minas Gerais, Pará, Paraná, Pernambuco, Rio Grande do Sul e São Paulo. No mesmo ano houve a disputa, também, da primeira Série B.
Em 2021, ano de comemoração dos 50 anos da conquista, o Atlético demonstrou interesse em pedir à CBF o reconhecimento da competição como edição da segunda divisão. Vale ressaltar que a CBD, antiga CBF, já tinha chancelado o título na época.

## Participantes
| Equipe                 | Cidade           | Estado         |
| ---------------------- | ---------------- | -------------- |
| Anápolis               | Anápolis         | Goiás          |
| Atlético Goianiense    | Goiânia          | Goiás          |
| Botafogo-PB            | João Pessoa      | Paraíba        |
| Campinas               | Goiânia          | Goiás          |
| Campo Grande           | Rio de Janeiro   | Guanabara      |
| Desportiva Ferroviária | Cariacica        | Espírito Santo |
| Fast Clube             | Manaus           | Amazonas       |
| Fluminense de Feira    | Feira de Santana | Bahia          |
| Fortaleza              | Fortaleza        | Ceará          |
| Goiás                  | Goiânia          | Goiás          |
| Goiânia                | Goiânia          | Goiás          |
| Moto Club              | São Luís         | Maranhão       |
| Náutico                | Recife           | Pernambuco     |
| Ponte Preta            | Campinas         | São Paulo      |
| União Bandeirante      | Bandeirantes     | Paraná         |
| Vila Nova              | Goiânia          | Goiás          |

## Torneio Início
Fonte: 
|  | Oitavas de final          | Oitavas de final    |                 |       | Quartas de final | Quartas de final |  |  | Semifinais | Semifinais |  |  | Final | Final |
|  |                           |                     |                 |       |                  |                  |  |  |            |            |  |  |       |       |
|  |                           |                     |                 |       |                  |                  |  |  |            |            |  |  |       |       |
|  |                           |                     |                 |       |                  |                  |  |  |            |            |  |  |       |       |
|  | Fast Clube                | 0                   |                 |       |                  |                  |  |  |            |            |  |  |       |       |
|  | Fast Clube                | 0                   |                 |       |                  |                  |  |  |            |            |  |  |       |       |
|  | Fortaleza                 | 1                   |                 |       |                  |                  |  |  |            |            |  |  |       |       |
|  | Fortaleza                 | 1                   | Fortaleza       | 1     |                  |                  |  |  |            |            |  |  |       |       |
|  |                           |                     | Fortaleza       | 1     |                  |                  |  |  |            |            |  |  |       |       |
|  |                           | Anápolis            | 0               |       |                  |                  |  |  |            |            |  |  |       |       |
|  | Anápolis (pen)            | Anápolis            | 0               | 1 (3) |                  |                  |  |  |            |            |  |  |       |       |
|  | Anápolis (pen)            |                     |                 | 1 (3) |                  |                  |  |  |            |            |  |  |       |       |
|  | Desportiva Ferroviária    | 1 (2)               |                 |       |                  |                  |  |  |            |            |  |  |       |       |
|  | Desportiva Ferroviária    | 1 (2)               | Fortaleza (pen) | 0 (3) |                  |                  |  |  |            |            |  |  |       |       |
|  |                           |                     | Fortaleza (pen) | 0 (3) |                  |                  |  |  |            |            |  |  |       |       |
|  |                           | Náutico             | 0 (0)           |       |                  |                  |  |  |            |            |  |  |       |       |
|  | Náutico (pen)             | Náutico             | 0 (0)           | 0 (1) |                  |                  |  |  |            |            |  |  |       |       |
|  | Náutico (pen)             |                     |                 | 0 (1) |                  |                  |  |  |            |            |  |  |       |       |
|  | Fluminense de Feira       | 0 (0)               |                 |       |                  |                  |  |  |            |            |  |  |       |       |
|  | Fluminense de Feira       | 0 (0)               | Náutico (pen)   | 0 (3) |                  |                  |  |  |            |            |  |  |       |       |
|  |                           |                     | Náutico (pen)   | 0 (3) |                  |                  |  |  |            |            |  |  |       |       |
|  |                           | Campinas            | 0 (2)           |       |                  |                  |  |  |            |            |  |  |       |       |
|  | Campinas                  | Campinas            | 0 (2)           | 1     |                  |                  |  |  |            |            |  |  |       |       |
|  | Campinas                  |                     |                 | 1     |                  |                  |  |  |            |            |  |  |       |       |
|  | Moto Club                 | 0                   |                 |       |                  |                  |  |  |            |            |  |  |       |       |
|  | Moto Club                 | 0                   | Fortaleza (pen) | 0 (4) |                  |                  |  |  |            |            |  |  |       |       |
|  |                           |                     | Fortaleza (pen) | 0 (4) |                  |                  |  |  |            |            |  |  |       |       |
|  |                           | Goiânia             | 0 (3)           |       |                  |                  |  |  |            |            |  |  |       |       |
|  | Goiânia (pen)             | Goiânia             | 0 (3)           | 0 (2) |                  |                  |  |  |            |            |  |  |       |       |
|  | Goiânia (pen)             |                     |                 | 0 (2) |                  |                  |  |  |            |            |  |  |       |       |
|  | Ponte Preta               | 0 (1)               |                 |       |                  |                  |  |  |            |            |  |  |       |       |
|  | Ponte Preta               | 0 (1)               | Goiânia (pen)   | 0 (3) |                  |                  |  |  |            |            |  |  |       |       |
|  |                           |                     | Goiânia (pen)   | 0 (3) |                  |                  |  |  |            |            |  |  |       |       |
|  |                           | Atlético Goianiense | 0 (0)           |       |                  |                  |  |  |            |            |  |  |       |       |
|  | Atlético Goianiense (pen) | Atlético Goianiense | 0 (0)           | 0 (3) |                  |                  |  |  |            |            |  |  |       |       |
|  | Atlético Goianiense (pen) |                     |                 | 0 (3) |                  |                  |  |  |            |            |  |  |       |       |
|  | União Bandeirante         | 0 (2)               |                 |       |                  |                  |  |  |            |            |  |  |       |       |
|  | União Bandeirante         | 0 (2)               | Goiânia (pen)   | 0 (3) |                  |                  |  |  |            |            |  |  |       |       |
|  |                           |                     | Goiânia (pen)   | 0 (3) |                  |                  |  |  |            |            |  |  |       |       |
|  |                           | Campo Grande        | 0 (2)           |       |                  |                  |  |  |            |            |  |  |       |       |
|  | Vila Nova (pen)           | Campo Grande        | 0 (2)           | 0 (1) |                  |                  |  |  |            |            |  |  |       |       |
|  | Vila Nova (pen)           |                     |                 | 0 (1) |                  |                  |  |  |            |            |  |  |       |       |
|  | Botafogo-PB               | 0 (0)               |                 |       |                  |                  |  |  |            |            |  |  |       |       |
|  | Botafogo-PB               | 0 (0)               | Vila Nova       | 0 (2) |                  |                  |  |  |            |            |  |  |       |       |
|  |                           |                     | Vila Nova       | 0 (2) |                  |                  |  |  |            |            |  |  |       |       |
|  |                           | Campo Grande (pen)  | 0 (3)           |       |                  |                  |  |  |            |            |  |  |       |       |
|  | Goiás                     | Campo Grande (pen)  | 0 (3)           | 0 (1) |                  |                  |  |  |            |            |  |  |       |       |
|  | Goiás                     |                     |                 | 0 (1) |                  |                  |  |  |            |            |  |  |       |       |
|  | Campo Grande (pen)        | 0 (2)               |                 |       |                  |                  |  |  |            |            |  |  |       |       |
|  | Campo Grande (pen)        | 0 (2)               |                 |       |                  |                  |  |  |            |            |  |  |       |       |

### Final
Jogo único
|  | Fortaleza | 0 – 0 | Goiânia | Estádio Olímpico, Goiânia |
|  |           |       |         |                           |

|  |       | Penalidades |
|  | 4 – 3 |             |

### Premiação
| Torneio Início do Torneio Integração |
| Ceará                                |
| ------------------------------------ |
| Fortaleza Esporte Clube Campeão      |

## Primeira fase

### Grupo A
| Pos | Clube                  | J | V | E | D | GP | GC | Pts | Nota         |
| 1   | Fluminense de Feira    | 3 | 1 | 2 | 0 | 3  | 2  | 4   | Segunda fase |
| 2   | Vila Nova              | 3 | 1 | 1 | 1 | 2  | 2  | 3   | Segunda fase |
| 3   | Desportiva Ferroviária | 3 | 0 | 3 | 0 | 0  | 0  | 3   |              |
| 4   | Goiânia                | 3 | 0 | 2 | 1 | 1  | 2  | 2   |              |

Disputado em Goiânia.

### Grupo B
| Pos | Clube             | J | V | E | D | GP | GC | Pts | Nota         |
| 1   | Ponte Preta       | 3 | 1 | 2 | 0 | 3  | 2  | 4   | Segunda fase |
| 2   | Anápolis          | 3 | 1 | 2 | 0 | 4  | 3  | 4   | Segunda fase |
| 3   | União Bandeirante | 3 | 1 | 1 | 1 | 3  | 3  | 3   |              |
| 4   | Campo Grande      | 3 | 0 | 1 | 2 | 1  | 3  | 1   |              |

Disputado em Anápolis.

### Grupo C
| Pos | Clube               | J | V | E | D | GP | GC | Pts | Nota         |
| 1   | Goiás               | 3 | 3 | 0 | 0 | 2  | 1  | 6   | Segunda fase |
| 2   | Atlético Goianiense | 3 | 2 | 0 | 1 | 4  | 2  | 4   | Segunda fase |
| 3   | Fast Clube          | 3 | 1 | 0 | 2 | 5  | 5  | 2   |              |
| 4   | Moto Club           | 3 | 0 | 0 | 3 | 2  | 5  | 0   |              |

Disputado em Goiânia.

### Grupo D
| Pos | Clube       | J | V | E | D | GP | GC | Pts | Nota         |
| 1   | Fortaleza   | 3 | 2 | 1 | 0 | 8  | 6  | 5   | Segunda fase |
| 2   | Botafogo-PB | 3 | 2 | 0 | 1 | 6  | 4  | 4   | Segunda fase |
| 3   | Náutico     | 3 | 1 | 0 | 2 | 3  | 4  | 2   |              |
| 4   | Campinas    | 3 | 0 | 1 | 2 | 4  | 6  | 1   |              |

Disputado em Anápolis

## Segunda fase

### Grupo 1
| Pos | Clube               | J | V | E | D | GP | GC | Pts | Nota  |
| 1   | Atlético Goianiense | 3 | 2 | 1 | 0 | 4  | 2  | 5   | Final |
| 2   | Vila Nova           | 3 | 1 | 2 | 0 | 5  | 3  | 4   |       |
| 3   | Goiás               | 3 | 1 | 1 | 1 | 2  | 1  | 3   |       |
| 4   | Anápolis            | 3 | 0 | 0 | 3 | 1  | 6  | 0   |       |

### Grupo 2
| Pos | Clube               | J | V | E | D | GP | GC | Pts | Nota  |
| 1   | Ponte Preta         | 3 | 2 | 1 | 0 | 4  | 2  | 5   | Final |
| 2   | Fluminense de Feira | 3 | 1 | 1 | 1 | 4  | 2  | 3   |       |
| 3   | Fortaleza           | 3 | 1 | 1 | 1 | 2  | 2  | 3   |       |
| 4   | Botafogo-PB         | 3 | 0 | 1 | 2 | 2  | 6  | 1   |       |

## Finais
As finais foram disputadas em uma melhor de três.
| 13 de outubro de 1971 | Atlético Goianiense | 0 – 1 | Ponte Preta  |  |
|                       |                     |       | 40' Manfrini |  |

| 17 de outubro de 1971 | Atlético Goianiense  | 1 – 0 | Ponte Preta |  |
|                       | 59' Marinho (contra) |       | Wilson      |  |

| 19 de outubro de 1971 | Atlético Goianiense | 1 – 0 | Ponte Preta |                     |
|                       | 90+14' Luisinho     |       |             | Renda: CR$26.881,00 |

## Premiação
| Torneio Integração                |
| Goiás                             |
| --------------------------------- |
| Atlético Clube Goianiense Campeão |